# Gran Premio motociclistico di Finlandia 1973
Il Gran Premio motociclistico di Finlandia fu l'undicesimo appuntamento del motomondiale 1973.
Si svolse il 29 luglio 1973 a Imatra, e corsero tutte le classi meno la 50, alla presenza di 70.000 spettatori.
Doppietta per Giacomo Agostini in 350 e 500: in 350 la lotta tra "Ago" e l'idolo locale Teuvo Länsivuori si risolse con la caduta del finlandese, provocata da una manovra ai limiti della regolarità di Phil Read. Con questa vittoria Agostini ottenne il suo sesto titolo iridato consecutivo in 350. "Tepi" si rifece in 250 davanti a Dieter Braun (piazzamento sufficiente al tedesco per incoronarsi Campione del Mondo della categoria).
In 125 Kent Andersson lasciò vincere uno scatenato Otello Buscherini.
La gara dei sidecar fu disertata da tutti i protagonisti del Mondiale per motivi di sicurezza e per lo scarso ingaggio offerto dagli organizzatori: solo sette gli equipaggi alla partenza (sei finlandesi e uno tedesco) e sei quelli al traguardo.

## Classe 500

### Arrivati al traguardo
| Pos. | Pilota              | Moto      | Tempo     | Punti |
| ---- | ------------------- | --------- | --------- | ----- |
| 1    | Giacomo Agostini    | MV Agusta | 49' 05" 3 | 15    |
| 2    | Phil Read           | MV Agusta | +0" 2     | 12    |
| 3    | Bruno Kneubühler    | Yamaha    | +1' 14"   | 10    |
| 4    | Kim Newcombe        | König     | +1' 40" 8 | 8     |
| 5    | Paul Eickelberg     | König     | +1' 42" 6 | 6     |
| 6    | Ernst Hiller        | König     | +1' 46" 7 | 5     |
| 7    | Werner Giger        | Yamaha    | +2' 03" 4 | 4     |
| 8    | Eric Offenstadt     | Kawasaki  | +2' 18" 7 | 3     |
| 9    | Christian Bourgeois | Yamaha    | +2' 23" 5 | 2     |
| 10   | Billie Nelson       | Yamaha    | +2' 28" 4 | 1     |
| 11   | Chas Mortimer       | Yamaha    | +1 giro   |       |
| 12   | Seppo Kangasniemi   | Yamaha    | +1 giro   |       |
| 13   | Bosse Granath       | Husqvarna | +1 giro   |       |
| 14   | Charlie Dobson      | Kawasaki  | +1 giro   |       |
| 15   | Tapio Virtanen      | Yamaha    | +1 giro   |       |

### Ritirati
| Pilota               | Moto          | Motivo ritiro |
| -------------------- | ------------- | ------------- |
| Heinz Schmid         | Yamaha        |               |
| Tapani Peltonen      | Yamaha        |               |
| Guido Mandracci      | Suzuki        |               |
| Sven-Olof Gunnarsson | Kawasaki      |               |
| Alex George          | Yamaha        |               |
| Jack Findlay         | Suzuki        |               |
| Reinhard Hiller      | König         |               |
| Franz Kroon          | Yamaha        |               |
| Barry Sheene         | Seeley-Suzuki |               |
| Steve Ellis          | Yamaha        |               |
| Kjell Solberg        | Yamaha        |               |
| Ted Janssen          | König         |               |
| Gyula Marsovszky     | Yamaha        |               |
| Kaarlo Koivuniemi    | Kawasaki      |               |

## Classe 350

### Arrivati al traguardo
| Pos. | Pilota               | Moto      | Tempo     | Punti |
| ---- | -------------------- | --------- | --------- | ----- |
| 1    | Giacomo Agostini     | MV Agusta | 48' 45" 1 | 15    |
| 2    | Phil Read            | MV Agusta | +27" 3    | 12    |
| 3    | John Dodds           | Yamaha    | +40" 9    | 10    |
| 4    | Pentti Korhonen      | Yamaha    | +1' 36" 1 | 8     |
| 5    | Olivier Chevallier   | Yamaha    | +1' 36" 6 | 6     |
| 6    | Kent Andersson       | Yamaha    | +1' 38"   | 5     |
| 7    | Marcel Ankoné        | Yamsel    |           | 4     |
| 8    | Billie Nelson        | Yamaha    |           | 3     |
| 9    | Hannu Kuparinen      | Yamaha    |           | 2     |
| 10   | Pekka Nurmi          | Yamaha    | +1giro    | 1     |
| 11   | Bosse Granath        | Yamaha    | +1giro    |       |
| 12   | Karl Auer            | Yamaha    | +1giro    |       |
| 13   | Víctor Palomo        | Yamaha    | +1giro    |       |
| 14   | Kai Kuparinen        | Yamaha    | +1giro    |       |
| 15   | Ingemar Larsson      | Yamaha    | +1giro    |       |
| 16   | Sven-Olof Gunnarsson | Yamaha    | +1giro    |       |

### Ritirati
| Pilota               | Moto   |
| -------------------- | ------ |
| Steve Ellis          | Yamaha |
| Rémy Hirschy         | Yamaha |
| Matti Kinnunen       | Yamaha |
| Kari Lahtinen        | Yamaha |
| Teuvo Länsivuori     | Yamaha |
| Patrick Pons         | Yamaha |
| Eduardo Celso-Santos | Yamaha |
| Johnny Bengtsson     | Yamaha |
| Hans Mühlebach       | MZ     |
| Silvio Grassetti     | MZ     |
| Dieter Braun         | Yamaha |
| Werner Pfirter       | Yamaha |

## Classe 250

### Arrivati al traguardo
| Pos | Pilota              | Moto   | Tempo     | Punti |
| --- | ------------------- | ------ | --------- | ----- |
| 1   | Teuvo Länsivuori    | Yamaha | 48' 17" 5 | 15    |
| 2   | Dieter Braun        | Yamaha | +9" 6     | 12    |
| 3   | John Dodds          | Yamaha | +31" 1    | 10    |
| 4   | Christian Bourgeois | Yamaha | +1' 06" 1 | 8     |
| 5   | Werner Pfirter      | Yamaha | +1' 07" 7 | 6     |
| 6   | Bruno Kneubühler    | Yamaha | +1' 10" 8 | 5     |
| 7   | Patrick Pons        | Yamaha | +1' 32" 9 | 4     |
| 8   | Matti Salonen       | Yamaha | +1' 38" 2 | 3     |
| 9   | Leif Gustafsson     | Yamaha | +1' 52" 3 | 2     |
| 10  | Hans Hallberg       | Yamaha | +1' 53" 3 | 1     |
| 11  | Rolf Minhoff        | Yamaha |           |       |
| 12  | Eero Hyvärinen      | Yamaha |           |       |
| 13  | Ryszard Mankiewicz  | Yamaha |           |       |
| 14  | Roland Olsson       | Yamaha |           |       |
| 15  | Ingemar Larsson     | Yamaha |           |       |
| 16  | Olivier Chevallier  | Yamaha |           |       |
| 17  | Pentti Salonen      | Yamaha |           |       |

### Ritirati
| Pilota               | Moto   |
| -------------------- | ------ |
| Eduardo Celso-Santos | Yamaha |
| Börje Jansson        | Yamaha |
| Oronzo Memola        | Yamaha |
| Mick Grant           | Yamaha |
| Rémy Hirschy         | Yamaha |
| Silvio Grassetti     | MZ     |
| Werner Giger         | Yamaha |
| Chas Mortimer        | Yamaha |
| Pentti Korhonen      | Yamaha |
| Karl Auer            | Yamaha |
| Etienne Delamarre    | Yamaha |

## Classe 125

### Arrivati al traguardo
| Pos | Pilota             | Moto        | Tempo     | Punti |
| --- | ------------------ | ----------- | --------- | ----- |
| 1   | Otello Buscherini  | Malanca     | 46' 18" 6 | 15    |
| 2   | Kent Andersson     | Yamaha      | +27" 7    | 12    |
| 3   | Börje Jansson      | Maico       | +53"      | 10    |
| 4   | Jos Schurgers      | Bridgestone | +1' 09" 3 | 8     |
| 5   | Chas Mortimer      | Yamaha      | +1' 09" 7 | 6     |
| 6   | Matti Salonen      | Yamaha      | +2' 12" 1 | 5     |
| 7   | Gert Bender        | Maico       | +2' 32" 1 | 4     |
| 8   | Pentti Salonen     | Yamaha      | +1 giro   | 3     |
| 9   | Ryszard Mankiewicz | MZ          | +1 giro   | 2     |
| 10  | Leif Rosell        | Maico       | +1 giro   | 1     |
| 11  | Seppo Kangasniemi  | Maico       |           |       |
| 12  | Matti Kinnunen     | Yamaha      |           |       |
| 13  | Mikko Hamunen      | Yamaha      |           |       |
| 14  | Jaakko Koskinen    | Yamaha      |           |       |
| 15  | Jukka Monto        | Yamaha      |           |       |
| 16  | Bob Coulter        | Yamaha      |           |       |
| 17  | Keith Walley       | Maico       |           |       |
| 18  | Rolf Minhoff       | Maico       |           |       |

### Ritirati
| Pilota             | Moto       |
| ------------------ | ---------- |
| Eugenio Lazzarini  | Piovaticci |
| Hans-Jürgen Hummel | Yamaha     |
| Timo Vainio        | Yamaha     |
| Staffan Liebst     | Yamaha     |
| Etienne Delamarre  | Yamaha     |
| Thierry Tchernine  | Yamaha     |
| Roland Olsson      | Yamaha     |
| Horst Seel         | Maico      |
| Oronzo Memola      | RTM        |

## Classe sidecar

### Arrivati al traguardo
| Pos | Pilota           | Passeggero        | Moto  | Tempo Distacco | Punti |
| --- | ---------------- | ----------------- | ----- | -------------- | ----- |
| 1   | Kalevi Rahko     | Kari Laatikainen  | Honda |                | 15    |
| 2   | Jaakko Palomäki  | Juhani Vesterinen | BMW   |                | 12    |
| 3   | Pentti Moskari   | Olaf Sten         | BMW   |                | 10    |
| 4   | Matti Satukangas | Jussi Alanen      | Sachs |                | 8     |
| 5   | Markku Kettola   | Jussi Saksa       | König |                | 6     |
| 6   | Kurt Jelonek     | Werner Stahl      | BMW   |                | 5     |

## Fonti e bibliografia
- La Stampa, 29 luglio 1973, pag. 14 e 30 luglio 1973, pag. 11
- Risultati della 500 su autosport.com, su autosport.com.